# Blythe Intaglios

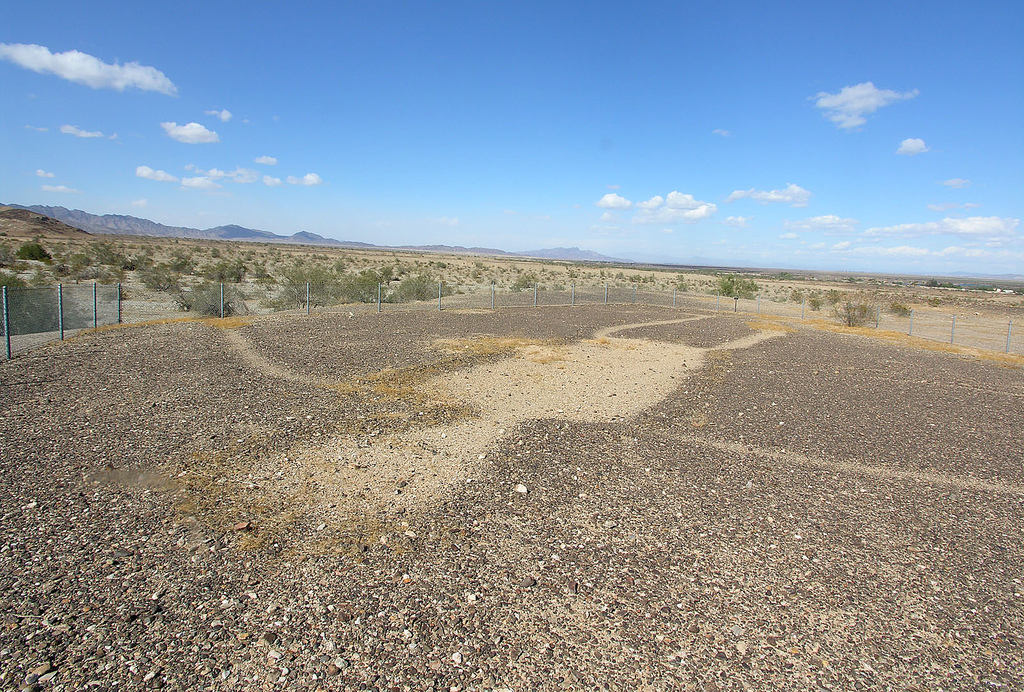
Un des Blythe Intaglios.

Les Blythe Intaglios sont un groupe de géoglyphes situés près de Blythe, en Californie, dans le désert du Colorado, près des montagnes Big Maria.
Les géoglyphes ont probablement été réalisés par les Nord-Amérindiens Mojaves et Quechans.
Ils sont d'une taille importante, ce qui fait qu'ils ont été découverts par des non-Amérindiens seulement dans les années 1930 à la suite d'un survol aérien. L'ensemble des géoglyphes comprend plusieurs dizaines de formes et personnages, ainsi qu'un labyrinthe.
Le site est inscrit au Registre national des lieux historiques et au California Historical Landmark.